# Igarka
Igarka (en ruso: Игарка) es una ciudad subordinada al raión de Turujansky, en el krai de Krasnoyarsk, en Rusia. El poblado de Svetlogorsk depende administrativamente de esta ciudad.
La ciudad está situada en la orilla de la rama Igarskaya del río Yeniséi, a 1330 km de Krasnoyarsk y a 163 km al norte del círculo polar ártico, en una zona de permafrost.
El nombre procede de la rama del río donde se sitúa, mientras que el nombre de esta procede del nombre de un pescador local, Yegor Shiriáiev, cuyo nombre los habitantes locales han convertido de Yegorka en Igarka.
Actualmente es un puerto, disponible para los buques del golfo del Yeniséi. También existe un aeropuerto, que se está reconstruyendo para que pueda recibir aviones pesados, ya que por aquí pasa una cómoda ruta transárctica. En el futuro está prevista la creación de un terminal de transporte. No lejos de Igarka se encuentra el yacimiento petrolífero Vankórskoe.

## Historia
Por primera vez la rama Igárskaya fue descrita y cartografiada durante la Segunda expedición a Kamchatka de Fiódor Minin y Jaritón Láptev. En 1929, aquí comenzó la construcción del puerto para la exportación de madera. La localidad se desarrollaba también como un centro maderero. En 1931, obtuvo el título de ciudad. Hasta los años 50 del siglo XX, a Igarka llegaban exiliados políticos y otros presos, que en gran parte contribuyeron a la construcción de la ciudad. Se crearon un centro acuícola y un astillero de reparación de buques. Desde aquí además se construía la línea de ferrocarril a Salejard, una parte de la línea Transpolar, posteriormente abandonada.

## Principales atracciones
En la ciudad se encuentra un curioso museo de permafrost que ganó algunos premios paneuropeos.

## Clima
| Parámetros climáticos promedio de Igarka (1991-2020) | Parámetros climáticos promedio de Igarka (1991-2020) | Parámetros climáticos promedio de Igarka (1991-2020) | Parámetros climáticos promedio de Igarka (1991-2020) | Parámetros climáticos promedio de Igarka (1991-2020) | Parámetros climáticos promedio de Igarka (1991-2020) | Parámetros climáticos promedio de Igarka (1991-2020) | Parámetros climáticos promedio de Igarka (1991-2020) | Parámetros climáticos promedio de Igarka (1991-2020) | Parámetros climáticos promedio de Igarka (1991-2020) | Parámetros climáticos promedio de Igarka (1991-2020) | Parámetros climáticos promedio de Igarka (1991-2020) | Parámetros climáticos promedio de Igarka (1991-2020) | Parámetros climáticos promedio de Igarka (1991-2020) |
| Mes                                                  | Ene.                                                 | Feb.                                                 | Mar.                                                 | Abr.                                                 | May.                                                 | Jun.                                                 | Jul.                                                 | Ago.                                                 | Sep.                                                 | Oct.                                                 | Nov.                                                 | Dic.                                                 | Anual                                                |
| ---------------------------------------------------- | ---------------------------------------------------- | ---------------------------------------------------- | ---------------------------------------------------- | ---------------------------------------------------- | ---------------------------------------------------- | ---------------------------------------------------- | ---------------------------------------------------- | ---------------------------------------------------- | ---------------------------------------------------- | ---------------------------------------------------- | ---------------------------------------------------- | ---------------------------------------------------- | ---------------------------------------------------- |
| Temp. máx. abs. (°C)                                 | 1.2                                                  | 0.7                                                  | 7.2                                                  | 13.3                                                 | 27.8                                                 | 33.6                                                 | 34.0                                                 | 31.3                                                 | 24.8                                                 | 14.6                                                 | 3.1                                                  | 1.0                                                  | 34.0                                                 |
| Temp. máx. media (°C)                                | -23.2                                                | -20.1                                                | -10.4                                                | -2.7                                                 | 4.2                                                  | 16.5                                                 | 21.2                                                 | 17.1                                                 | 9.1                                                  | -2.6                                                 | -16.1                                                | -21.0                                                | -2.3                                                 |
| Temp. media (°C)                                     | -27.2                                                | -24.7                                                | -16.4                                                | -9.0                                                 | -0.6                                                 | 10.9                                                 | 15.6                                                 | 12.3                                                 | 5.3                                                  | -5.7                                                 | -20.1                                                | -24.9                                                | -7                                                   |
| Temp. mín. media (°C)                                | -31.5                                                | -29.1                                                | -21.7                                                | -14.7                                                | -4.8                                                 | 6.2                                                  | 10.7                                                 | 8.3                                                  | 2.3                                                  | -8.5                                                 | -24.1                                                | -29.1                                                | -11.3                                                |
| Temp. mín. abs. (°C)                                 | -55.2                                                | -54.8                                                | -51.8                                                | -42.8                                                | -29.1                                                | -9.0                                                 | -0.7                                                 | -3.9                                                 | -14.3                                                | -38.9                                                | -49.5                                                | -55.5                                                | -55.5                                                |
| Precipitación total (mm)                             | 34                                                   | 31                                                   | 35                                                   | 34                                                   | 36                                                   | 57                                                   | 52                                                   | 71                                                   | 56                                                   | 64                                                   | 49                                                   | 45                                                   | 564                                                  |
| Fuente: Погода и климат                              |                                                      |                                                      |                                                      |                                                      |                                                      |                                                      |                                                      |                                                      |                                                      |                                                      |                                                      |                                                      |                                                      |